# William James Herschel
William James Herschel, född 9 januari 1833 i Slough, död 24 oktober 1917, var en brittisk ämbetsman. Han var son till John Herschel. 
Herschel var chefsadministratör i Hooghlydistriktet i Bengalen, Indien, då han upptäckte fingeravtryckens värde som identifieringsmedel och begagnade dem i sitt distrikt, till en början för att hindra att orätt person uppbar pensioner.